# 象印クイズ ヒントでピント
『象印クイズ ヒントでピント』（ぞうじるしクイズ ヒントでピント）は、テレビ朝日系列局ほかで、1979年3月4日から1994年9月25日まで、毎週日曜 19:30 - 20:00（JST）に放送されていたクイズ番組である。全708回。

## 概要
司会は基本的に土居まさるが務めており、土居の冠番組のひとつでもあった。土居はオープニングクイズ後のCM明けに、キャッチフレーズとして「あなたの直感と連想能力に挑戦する象印クイズヒントでピント（、迎えて第○○○回です）」と言うのが恒例になっていた。後期からは「あなたの」を省略し、「テレビの前のあなたもご一緒にどうぞ。」を付け足した。
この番組は、当時としては最新のコンピュータを使用した出題形式を採用。NECの映像処理装置など、当時の先端的なAV技術を駆使していた。リアルタイムで画像を制御するハードウェア処理によって実現されており技術的にも画期的な演出であった。一般常識問題よりも難問・珍問・奇問を中心とする映像クイズを出題していた。解答者はタレントや文化人と呼ばれるタイプをメイン（特にキャプテン）に揃え、知的イメージを押し出していた。
前番組から引き続きスポンサーは象印マホービンの一社提供（キャッチコピーは「暮らしの夢をあたためる」→「サーモテクノで暮らしをつくる」→「多彩な生活快感を提案します」）であり、司会者席と各解答者席には象印の社章が描かれていた。当初は象のロゴマークであったが、後に象印のCI（コーポレートアイデンティティ）が導入され、司会者席のものは「ZOJIRUSHI」、解答者席のものは「ZO」に変更となっていた。
エンディングでは視聴者プレゼントクイズが行われ、「今日のオープニングクイズの顔は誰だったでしょう」と「今日の対戦は何対いくつで（男性軍・女性軍の）どちらが勝ったでしょう」が原則週替わりで出題されていた。ハガキには放送日を記入する形だった（締切も放送日の翌日としか書かれなかった）。プレゼントは象印製品のほか、番組末期には海外旅行も用意されていた。
テーマ曲を担当したのは、『世界まるごとHOWマッチ』（毎日放送）のオープニングテーマと『クイズ面白ゼミナール』（NHK）のオープニングテーマも手掛けた前田憲男である。なお、『クイズ面白ゼミナール』は1982年から裏番組となっていた。

## ルール
男性軍（緑の席）・女性軍（赤の席）に分かれて各5名、うち1名はゲスト（5枠席に着席する）の対抗戦。
当時最新のコンピュータ技術を生かした映像クイズは、大きく6つ（末期には5つ）のパートに分かれていた。特記の無いものは全員参加の早押しクイズ。全18問（末期には全14問）出題。

### 形式
問題は、おおまかに「分割問題」と「テクニカル問題」の2種類の問題が出題される。「分割問題」は、2枚・4枚・8枚・16枚のヒント（語句・絵・写真）が記されたパネルを番号パネルで隠し、時間の経過に従い番号パネルがランダムに外されていくことでヒントを表示させる形態の映像クイズ。「テクニカル問題」は、モザイク処理を施した映像を流し、時間の経過と共にモザイクが解除されていくことで、元画像を当てる映像クイズである。このモザイク処理は番組が独自に開発したリモートセンシング機器を利用したものである。パート3の映像問題は、ドット状にぼかされる・細かく刻まれた映像が時間の経過と共に戻される、パート4の静止画問題は、画面中心からドットでバラバラになった映像が渦巻状に出され、全部出した後に元の映像に戻される形式となる。
正解時の得点は、第1ヒントおよびテクニカル問題の冒頭で正解した際は満点を獲得。以後、ヒントが増えるたびに（テクニカル問題は時間経過とともに）1点ずつ減ってゆく。

#### 番組初期の内容
番組開始から行われたクイズ
- ばくだんクイズ[3]
- 花火クイズ[4]
- たこクイズ[5]

#### 番組最盛期の内容
長らく行われていた（1980年10月5日（第79回） - 1992年10月25日（第630回））前期・中期までの問題は以下の通り。
オープニングクイズ：「テクニカル・著名人顔当てクイズ」・全1問
番組冒頭で出題されるクイズで、土居の「さあ、まずは頭の準備体操、オープニングクイズです」、「顔シリーズ、誰でしょうか、どうぞ！」が決め言葉。ある著名人の画像がモザイク処理され、時間の経過と共にモザイクが解かれていく。そこから人物名を当てる。解答権は1人1回。正解チームは出題パート5の16分割問題で点数が倍になるボーナスクイズの権利を獲得。1981年4月5日放送分より、権利を獲得したチームにはキャプテンと2枠の解答席の間にキャプテンのフィギュア（土居は、このフィギュアを「そっくりさん人形」と言っていた）が置かれる。
出題パート1：「2分割クイズ」・全6問
2点満点で6問出題。解答権は無制限。出題前に土居が口頭でヒントを1つ出す。
出題パート2：「4分割クイズ」・全5問
指名された同じ枠の男性軍と女性軍の1対1の対抗戦。解答権は無制限。出題前に土居が口頭でヒントを1つ出すが、チャイムが鳴ると獲った得点が3倍になるラッキークイズで、この場合はノーヒントとなる。4点満点、ラッキークイズの場合は12点満点で5問出題。
出題パート3：「テクニカル・映像当てクイズ」・全1問
映像問題で、モザイク処理がなされた映像を見て何をしているかを当てる。解答権は1人1回。10点満点で1点下がるごとにモザイクの目が細かくなり見やすくなる。1問出題。
初期にはある物を大アップで映した映像が1点下がるごとにズームアウトするという形式で行われていた。
出題パート4：「テクニカル・物当てクイズ」・全2問（男女別各1問）
写真が細かくバラバラに散らされた映像を見て物の名前を当てる。時間経過と共に散らされたパーツが元の位置に戻って整っていく。解答権は1人1回。この問題のみ男女別に出される。原則得点の高いチームが先攻。解答権のない相手チームへは、土居の手元にあるスイッチからキャプテンの横にあるプリンターに答えを送信、紙に印刷されたものをメンバーが順番に回して行く。その間に視聴者には字幕スーパーであらかじめ答えを先に伝えるが 、事前に答えを知りたくない視聴者のために、土居が答えが出る前に「はい、答え出まーす！」、答えが消える時に「はい消えまーす！」と言っていた。10点満点で男女1問ずつ計2問出題。当初は出題前に土居が口頭でヒントを言っていたが、後に廃止。中期までは誰かがボタンを押すたびに画面に網目が付くようになっていた（2人以上押すと線が太くなった）。
出題パート5：「16分割クイズ」・全3問
別名「恐怖の16分割」。オープニングクイズ正解チームは1問目、2問目、3問目のどこかでキャプテンのミニチュア人形の手に「Vサイン（2倍）」が描かれた旗を立て、そのチームのみ正解すると点数が2倍になるボーナス問題となる。チームの解答権は3回までで、不正解で問題画面下にあるチームの得点表示スコアの横に「×」が下から1個表示される。3回不正解でチーム全体がその問題の解答権を失い、土居の「立つ！」の掛け声で全員起立となる。両チームとも解答権が無くなると問題終了。難易度が高い為、ヒントが半分以上開いても正解が出ない場合、土居がヒントを出す事がある。中期以降は表立った募集告知はしていないが、視聴者からの投稿問題も出題され、採用された問題の投稿者に象印製品がプレゼントされた。16点満点、ボーナス問題の場合は32点満点で3問出題。

## 特徴
解答権が1人1回の問題は、ネームプレートの左右に付いているランプが点灯、不正解でランプが消灯して解答権が無くなった事を表し、その後ボタンを押しても早押しが反応しない様になっている。正解でランプが点滅、同時に全解答者のランプが消灯する。また、解答権が1人1回の問題以外でも、正解でランプが点滅する。さらに1対1の問題では、対戦する解答者にランプが点灯、不正解でもランプは消灯しない。正解でランプが点滅、相手のランプが消灯する。
2・4・8・16分割問題の正解は、画面にレギュラー陣のイラストと共に出される。主に同じ席枠の男女レギュラーが描かれ、2 - 3枚の絵を順番に出してアニメの様に動かす場合もあった。ゲスト対決がある場合、唯一ゲストの絵も出されるが、イラストではなく顔写真の場合もあった。
初期にはオープニングクイズは無かった。テクニカルクイズ（パート3・パート4の両方）は20点満点でパート3は全2問あった。
オープニングクイズ（導入時にテクニカルクイズ（パート3・パート4の両方）の満点が10点に引き下げられ、パート3が全1問になった。当初はオープニングクイズは得点になんの影響も無かったが、1981年4月5日（第104回）からオープニングクイズでボーナスクイズの権利獲得が加えられた。この頃からエンディング時の視聴者クイズが始められ、当初は海外旅行（ハワイ）が出なかった時に限って視聴者にハワイ旅行のプレゼントだったが、後に週替わりの象印製品のプレゼントとなる。
末期の1992年11月1日（第631回）にルールが改正。これによって「2分割クイズ」が無くなり、番組冒頭の「オープニングクイズ」が全1問、パート1の「4分割クイズ」が全5問、パート2の「8分割クイズ」が全2問、パート3の「テクニカル」が全2問。パート4の「16分割クイズ」が全4問という形態に変わった。また、解答権については、パート1とパート2は無制限、オープニングクイズとパート3は1人1回、パート4は各チームお手つき2回まで。最終回では全問16分割問題で、ボーナスクイズ獲得のオープニングクイズ1問（解答権は1人1回）、パート1は各枠男女1対1の対戦でラッキークイズは無し、ヒントとして各問題でテーマが出される（解答権は無制限）、パート2は通常ルールで5問出題（解答権は各チーム3回まで）された。
得点は基本的に正解した時点での残りのパネル枚数＋1点を正解チームに加算、0点（タイムオーバー）で問題終了というルール。全問題終了時点で得点の多いチームの勝ちだが、60点以上を獲得した場合は「象印賞」として、その日のクイズに関連した賞品獲得となる。80点以上で海外旅行獲得となり、ゲスト解答者も含めて5人全員に送られた。末期（1992年11月以降）は各解答者の海外旅行は無くなり、60点以上の「象印賞」獲得の際、一般視聴者に海外旅行をプレゼントにした。稀にではあるが、両軍とも同点で引き分けの回もあった。
土居は番組オープニングで「パーフェクトの得点は100点満点」と言っているが、これは4分割のラッキークイズの3倍と、16分割のボーナスクイズの2倍のボーナス点を除き、全て満点で正解した場合であり、初期（1979年3月 - 1980年9月）は140点満点、前期・中期・後期（1980年10月 - 1992年9月）は100点満点＋4分割ラッキー得点8点＋16分割ボーナス得点16点の実質124点満点、末期（1992年10月 - 1994年9月）は120点満点＋16分割ボーナス得点16点の実質136点満点である。
なかなか出ない海外旅行だったが、番組開始から4年1カ月後の第200回（1983年4月3日放送）で初の海外旅行獲得が出た。レギュラー陣と視聴者がペアになっての特集だったこの回、男性軍が16分割の最終問題でボーナスクイズを賭け、キャプテンの小林亜星が第3ヒントで正解して80点ジャストになったことでハワイ旅行を獲得。番組開始後8年目の1987年12月6日（第419回）放送には女性軍もスペイン旅行を獲得しており、その際は女性軍5人全員が大号泣した。第613回では、男性軍がゲストの中山大三郎の活躍で81点を取り、メキシコ旅行を獲得した。
ゲスト解答者には、（男女両軍2人とも勝敗を問わず）スポンサーの象印から象印製品が参加賞として贈られ、最終回では各チームのレギュラー全員に象印製品が贈られた。また、1年間の通算勝利数が多かったチームには解答者全員に賞品が贈られ、毎回オープニングクイズ後に土居が「男性軍、○勝、女性軍、○勝」と、その時点までの成績を発表していた。

## セット
- 初代(1代目)（1979年3月4日 - 1980年9月28日）

チーム5人が座れる長い席。ボタンを押すと鐘の音と共にネームプレートの下にある赤いランプが点滅する。司会者席後方に大画面のモニター、その下に両軍の7セグのスコアボードがある。この時代は「出題PART○」毎のオープニング音楽が各パート毎に異なっていた。シンキングタイムは二拍子に1回電子音が鳴るベース。正解音は玄関などで使われているチャイム。
1980年7月頃は席が5つに分割され、ネームプレートの下にチームカラーの早押しランプがある。解答席の後方の頭上に、真四角の中の向かって左半分に赤のランプ20個、右半分に青のランプ10個が円状にに並べられ、正解で青のランプが下から反時計回りに、不正解で赤のランプが下から時計回りに点灯し、赤と青のランプの真ん中には男性軍は緑のスペード、女性軍は赤のハートのマークが描かれており、勝利時には赤と青のランプがすべて点灯した演出となっている。司会者席はモニターの向かって右に移動し、モニター下と司会者席に両軍の7セグのスコアボードがあり、モニター下のスコアボードには男性軍と女性軍のスコアの間に、正解すると獲得出来るスコアも表示される。
スタジオセットのコントロールシステムは納期3か月で制作された。画像コントロールCPU、ゲームコントロールCPU、スタジオコントロールCPUにそれぞれIntel 8080を使用した。得点表示と解答者押しボタン判定、解答権表示などが組み込まれたシステムであったが、運用上具合の悪い点があったため、1年半で2代目システムにリプレースされた。
- 2代目（1980年10月5日 - 1983年12月25日）

解答席が5つに分割され、1人1席のタイプに変更。ネームプレートの上にはひし形の透明ケースがあり、その中にはボタンを押した際に点灯する黄色のネオンサインが内側に、解答権を示すチームカラーのネオンサインが外側にある（お手つきで解答権が無くなるとその解答者のネオンサインが消灯する。）。解答部後部の頭上にひし形の中に複数の小さな丸型の青のネオンサインが並べられ、その内側には赤のランプがあり、正解時には左側から反時計回りに青のネオンサイン、不正解時には右側から時計回りに赤のランプが点灯していき、丸型の青のネオンサインの間には勝利時に光る白いランプが付いていた。
後にボタンを押した際にひし形の札が出てくるほか、解答席後部の頭上にひし形の中に赤と緑のランプが互い違いに円状に並べられ、正解時には一番下から時計回りに緑のランプ、不正解時には一番下から反時計回りに赤のランプが点灯していき、中心には勝利時に光る電飾（ひし形に豆電球が9個）が付いていたセットにマイナーチェンジされた。
また、司会席後方のモニターが小さくなって司会者の向かって左に設置。スコアボードは司会者席とモニター内の問題画面下に配置され、スペード（男性軍）とハート（女性軍）がついていた。この代から各パート毎のオープニング音楽がシンプルな1種類に統合された。この頃から、早押しの鐘の音の余韻が短縮された。シンキングタイムの音は柱時計の振り子のような電子音となった。正解音も電子音になった。また番組冒頭に、それまでなかったオープニング音楽が鳴るようになった（それまでは観客席からの拍手だけで始まっていた）。
スタジオコントロールには初代のシステムが改良され、画像コントロールCPU、ゲームコントロールCPUは引き続きIntel 8080、スタジオコントロールCPUにはZ80が採用された。初代システムでコントロールしていた各機能のほか、番組中で使用される7種類の効果音を生成するシンセサイザーとして、ローランド Jupiter-4がシステムに組み込まれ、コントロールCPUとしてにIntel 8080が採用された。そのほか、放送画面表示やスタジオセットでの電飾、得点表示、ヒントの印字までシステムに統合された。
- 3代目（1984年1月8日 - 1994年9月25日）

セットが大幅にモデルチェンジされ、ボタンを押した際にはネームプレートが点灯する形となった（男性軍が緑、女性軍が赤）。また解答席後部は、三角形の直角部分が矢印の様に司会者席の方向を向いており、三角形の中に勝利時の電飾（三角形に合わせて豆電球10個）がある。三角形が指している部分にランプが縦長に配置され、上半分が緑、下半分が赤という並びで、境目を中心に正解時には緑のランプが上に向かって、不正解時には赤のランプが下に向かって点灯した。ネームはゴシック体で表記される（それまでは丸ゴシック体）。また1986年6月29日放送分から、司会者席と解答者席にある象印のロゴが変更され、さらに解答者席のチームカラー（男性軍が黄緑、女性軍がピンク）の下に青いラインが加わった。
各解答者の後ろには、緑と赤のランプが1席あたり20個ずつ設けられており、オープニングクイズを除き正解すると緑のランプが、不正解だと赤のランプが1つずつ点灯していた。オープニングクイズとゲスト解答者紹介時には、全解答者の緑のランプのみが全点灯、チーム勝利の際には電飾と共に、緑と赤のランプが全点灯していた。敗北チームは電飾は付かず、緑と赤のランプはそのままであった。なお、引き分けの時は両チームとも電飾は点灯せず、緑と赤のランプはそのままであった。

## 出演者

### 司会者
司会は、番組開始から終了まで基本的に土居まさるが務めていた。土居が東京音楽祭（TBSテレビの裏番組）の司会や流行性耳下腺炎の発症で不在の時には、レギュラー解答者の宮尾すすむや黒澤久雄が代役を務めることがあった。

### 男性軍
| 出演期間 | 出演期間   | 1枠キャプテン | 2枠         | 3枠        | 4枠        | 5枠ゲスト    |
| --- | ---------- | ------------- | ----------- | ---------- | ---------- | ------------ |
| 1979.3.4 | 1979.6.17  | 笹沢左保      | 柳家小三治  | 柴田恭兵   | 黒澤久雄1  | ゲスト解答者 |
| 1979.7.1 | 1979.11.11 | 山藤章二1・2  | 柳家小三治  | 黒澤久雄   | 田中星児   | ゲスト解答者 |
| 1979.11.18 | 1980.1.13  | 山藤章二1・2  | 柳家小三治  | おりも政夫 | 黒澤久雄   | ゲスト解答者 |
| 1980.1.20 | 1980.3.30  | 小林亜星2     | 柳家小三治  | おりも政夫 | 黒澤久雄   | ゲスト解答者 |
| 1980.4.6 | 1982.11.21 | 小林亜星2     | 宮尾すすむ1 | おりも政夫 | 黒澤久雄   | ゲスト解答者 |
| 1982.11.28 | 1983.12.25 | 小林亜星2     | 宮尾すすむ1 | 黒澤久雄   | おりも政夫 | ゲスト解答者 |
| 1984.1.8 | 1984.10.7  | 小林亜星2     | 宮尾すすむ1 | おりも政夫 | 沖田浩之   | ゲスト解答者 |
| 1984.10.14 | 1985.5.5   | 浅井慎平2・3  | 宮尾すすむ1 | おりも政夫 | 太川陽介   | ゲスト解答者 |
| 1985.5.12 | 1985.10.20 | 浅井慎平2・3  | 宮尾すすむ1 | 高田純次   | 太川陽介   | ゲスト解答者 |
| 1985.10.27 | 1987.3.22  | 浅井慎平2・3  | 宮尾すすむ1 | 高田純次   | 羽賀研二   | ゲスト解答者 |
| 1987.3.29 | 1989.12.24 | 浅井慎平2・3  | 宮尾すすむ1 | 高田純次   | 山下規介   | ゲスト解答者 |
| 1990.1.14 | 1994.9.25  | 浅井慎平2・3  | 高田純次    | 山下規介   | 薬丸裕英   | ゲスト解答者 |
| - 1 小林と浅井が本業などの欠席時は代役を務めた。 - 2 驚異的な正解率を叩き出し、16分割の1枚目で正解してしまうことがたびたびあった。 - 3 歴代キャプテンの中では最長期間である。 |            |               |             |            |            |              |

### 女性軍
| 出演期間 | 出演期間   | 1枠キャプテン | 2枠         | 3枠        | 4枠         | 5枠ゲスト    |
| --- | ---------- | ------------- | ----------- | ---------- | ----------- | ------------ |
| 1979.3.4 | 1979.3.4   | 江利チエミ1   | 佐藤陽子    | 寿ひずる   | 谷川みゆき  | ゲスト解答者 |
| 1979.3.11 | 1979.6.17  | 江利チエミ1   | 佐藤陽子    | 大地真央   | 谷川みゆき  | ゲスト解答者 |
| 1979.7.1 | 1979.7.1   | 小山内美江子2 | 佐藤陽子    | シェリー   | 林寛子      | ゲスト解答者 |
| 1979.7.8 | 1979.9.9   | 小山内美江子2 | 佐藤陽子    | シェリー   | マッハ文朱  | ゲスト解答者 |
| 1979.9.16 | 1980.3.30  | 佐良直美      | 佐藤陽子    | 中島梓3    | マッハ文朱  | ゲスト解答者 |
| 1980.4.6 | 1980.9.28  | 佐良直美      | 中島梓      | 沢田亜矢子 | マッハ文朱  | ゲスト解答者 |
| 1980.10.5 | 1981.3.29  | 中島梓5       | 久里千春    | 沢田亜矢子 | マッハ文朱  | ゲスト解答者 |
| 1981.4.5 | 1982.11.21 | 中島梓5       | 小林千登勢4 | 沢田亜矢子 | マッハ文朱  | ゲスト解答者 |
| 1982.11.28 | 1983.9.11  | 楠田枝里子6   | 小林千登勢4 | 山口果林   | マッハ文朱  | ゲスト解答者 |
| 1983.9.18 | 1983.12.25 | 中島梓7       | 小林千登勢4 | 山口果林   | マッハ文朱  | ゲスト解答者 |
| 1984.1.8 | 1986.6.29  | 中島梓7       | 小林千登勢4 | 山口果林   | 斉藤ゆう子8 | ゲスト解答者 |
| 1986.7.13 | 1986.10.5  | 山内美郷      | 小林千登勢4 | 山口果林   | 斉藤ゆう子8 | ゲスト解答者 |
| 1986.10.12 | 1987.3.22  | 山内美郷      | 小林千登勢4 | 山口果林   | 飯干恵子9   | ゲスト解答者 |
| 1987.3.29 | 1988.9.4   | 山内美郷      | 小林千登勢4 | 三好礼子   | 飯干恵子9   | ゲスト解答者 |
| 1988.9.18 | 1988.9.25  | 山内美郷      | 小林千登勢4 | 根本りつ子 | 飯干恵子9   | ゲスト解答者 |
| 1988.10.9 | 1989.12.24 | 山内美郷      | 小林千登勢4 | 根本りつ子 | 東ちづる    | ゲスト解答者 |
| 1990.1.14 | 1991.10.20 | 山内美郷      | 小林千登勢4 | 東ちづる   | 生稲晃子    | ゲスト解答者 |
| 1991.10.27 | 1991.12.22 | 山内美郷      | 小林千登勢4 | 麻木久仁子 | 生稲晃子    | ゲスト解答者 |
| 1992.1.12 | 1994.1.30  | 山内美郷      | 小林千登勢4 | 麻木久仁子 | 千堂あきほ  | ゲスト解答者 |
| 1994.2.6 | 1994.9.25  | 山内美郷      | 小林千登勢4 | 兵藤ゆき10 | 千堂あきほ  | ゲスト解答者 |
| - 1 スケジュールの都合で降板。 - 2 『3年B組金八先生』（TBS）の脚本執筆専念のために降板。 - 3 栗本薫の別名義。 - 4 歴代解答者の中で最長出演。番組のキーパーソンとなり、土居からは「おっかさん」と呼ばれて親しまれていた。 - 5 産休を取って一時降板。 - 6 当時産休中だった中島梓の代役として、9カ月間キャプテンを務めた。 - 7 執筆専念のために降板。 - 8 斉藤祐子の旧名。 - 9 飯星景子の旧名。 - 10 『象印ニュースクイズ パンドラタイムス』の続投。 |            |               |             |            |             |              |

## エピソード
1985年9月25日には、『水曜スペシャル』で『輝け!オールスター・秋の人気番組爆笑!クイズでヒントゲームでピント!!』という本番組をベースとする番組対抗のスペシャル番組が放送された。これに参加したのは『ビートたけしのスポーツ大将』（第1期）『特捜最前線』『愛川欽也の探検レストラン』『私鉄沿線97分署』『暴れん坊将軍II』やアニメチーム（『ドラえもん』ほか）などである。なお、本番組も『オールスター番組対抗ボウリング大会』（1979年秋 - 1987年春）や『輝け!オールスター秋の番組対抗ウルトラ料理大賞』（1983年・1984年秋）などの番組対抗のスペシャル番組に参加しており、『ウルトラ料理大賞』では「16分割弁当」という弁当を作成した。
男性レギュラー解答者の欠席については例として1980年代では4枠の沖田浩之の欠席時は野村義男（1984年5月27日放送分）が、1990年代に入ると、キャプテンの浅井慎平の欠席時には2代目の山藤章二（1992年3月22日（第608回）、1992年4月12日（第609回）、1992年10月25日（第630回）放送分）が、2枠の高田純次の欠席時は「ジュンジの代わりはジュンジが」とタレントの稲川淳二、ジェームス三木（1991年2月24日放送分）らが、3枠の山下規介の欠席時はタレントの坂上忍、元レギュラー解答者の羽賀研二、同じく元レギュラー解答者のおりも政夫、また当時プロ野球選手の高橋慶彦、高橋と同じプロ野球選手の田尾安志らが、4枠の薬丸裕英の欠席時は当時シブがき隊のメンバーだった布川敏和あるいは本木雅弘、更に同じジャニーズ事務所の少年隊からは、東山紀之、植草克秀、錦織一清らが、それぞれ代役を務めた事があった。
土居は各解答者が誤答をした場合、名詞の場合には「○○じゃないー」、動詞の場合には「○○ないー」という表現がたびたび見られた。また、解答者が惜しい不正解だった時には、土居はよく言葉の語尾を上げながら応えていた。実際、土居は各解答者の得意不得意を把握しており、ボタンが押された直後の声でも「純ちゃ～ん」「きすけ～」（正答が出るという確信が全く無いレベル）や「お、行くんですか。おっかさん。」（もしかしたら正解が出る可能性があるというレベル）「来ちゃいましたか…そうですよね！（気合を入れて）浅井慎平殿！！」（九分九厘正解を出してくるだろうと信じ切っているレベル）といったトーンの違いで視聴者に対するアピールをしていた。また、出題PART1とPART2の間のCMに入る際には土居が途中経過を確認した後「後半の前にちょっとこちらをどうぞ」と言ってCM入りしていた。
ゲスト解答者には必ず参加賞として象印の賞品がプレゼントされていて、たとえ一問も答えなくてもお土産が貰えた。特に番組初期（1979年3月 - 1980年9月）には個人戦が無かった為、この傾向が顕著であった。番組前期（1980年10月）からは個人戦を導入し、ゲスト解答者同士の対決の場が設けられたため、終始無言という事態は解消された。ゲストの参加賞賞品は、男性軍と女性軍でそれぞれ男性向けと女性向けの象印製品が用意され、勝利した方がやや豪華な賞品であった。しかし、ごく稀に引き分けとなったケースがあり、その際には男女ともに同じ賞品かほぼ同じ値段の商品が寄贈された。なお、レギュラーメンバーのみで対戦した最終回など一部回ではチーム全員にプレゼントという形が採られた。
ゲストは、出題PART2の1対1の時以外は解答しない場合が多いが、1992年10月25日（第630回）放送分で男性軍のゲストが当時SMAPの木村拓哉、女性軍のゲストがレギュラー前の兵藤ゆきの際、16分割問題で木村が1問目と2問目を正解（答えは「学生がイメージする学校」」と「ヒッチコック」本人が自分の映画に出演する1シーン」）、兵藤が3問目を正解（答えは「日本各地の蕎麦」）して、ゲストが16分割問題全3問を正解する珍しいパターンとなった。また、男性軍のゲストがテクニカルや16分割で正解した場合、男性レギュラー陣がゲストのところに歩み寄って握手を交わし正解を讃えていた。
パート4のテクニカル問題で、女性軍への出題がなされる前、男性軍のメンバーは紙に印刷された正解を見ながらまったくデタラメの答えを言うのもお約束だった（特に宮尾と高田が多かった）。
1992年1月12日（第598回）からシンキングタイムの音、ラッキークイズおよび正解時のチャイム、時間切れ・誤答時のブザー、問題解説の時の赤枠表示やテロップ、さらに分割画像の拡大・縮小などの効果音や画像などが変更となった。また画面の得点表示のフォントがやや丸くなり、正解イラストはコントラストが以前より鮮明になった他、効果音も追加された。
番組の途中から「象印賞」到達時の勝利の場合は、それにチーム全員のイラストの上に「象印賞獲得！」と表記した画面に切り替え、スタジオの映像に変わる。ちなみに当初は通常の勝利チームのBGMと共にゲストも含めて勝利チームのイラストになっていたが、途中で通常の勝利チームのBGMとは異なるBGMに変わり、イラストも司会の土居が勝利チームのレギュラー解答者を祝福する場面になった。
黒澤久雄は4分割で、1枚目が開く前に（つまりノーヒントで）正解した事がある。そのときの答えは「みつばち」。各問題前に土居が口頭でヒントをひとつ言う為、ノーヒント正解も不可能ではなかった。
番組終了時は、司会者席の後ろのモニターに「次回もお楽しみに！」と映し出されており（初期は表示せず）、この番組の放送の途中（1984年1月8日放送分）から司会の土居と4人ずつの男女レギュラー解答者のイラストも一緒に出されるようになった。
この番組は魔法瓶メーカーの象印が一社提供しているため、同業他社であり象印のライバル企業でもあるタイガー魔法瓶に配慮して、この番組では名前に絡むトラそのもの、およびそれに関する問題（例・干支）は出題する事が絶対禁止で、象印・タイガー魔法瓶とともに近畿地方に本拠地を置く阪神タイガースに関する問題さえ作れなかったという。例として1993年3月14日（第647回）放送分に「プロ野球選手のニックネーム」という16分割問題が出題されているが、当時存在した阪神以外の11球団全ての選手は出たものの、阪神の選手は1人も出なかった。ただし、 1986年6月29日(第352回)放送分の16分割問題「プロ野球選手のくせ」の正解後の説明でヒントの一つ「ひとりごとを言う」について「岡田です、阪神の」と述べている。逆にゾウそのもの、およびそれに関する問題は出題することが可能だった。
新聞のテレビ番組表には、勝負の結果を表す可能性がある書き方をしており（特に16分割問題）、主な例として、「宮尾（高田・薬丸・おっかさん）・16分割大ヒット」、「男性軍・自信満々の大逆転」、「男性軍・敗色濃厚からの大逆転」、「亜星（山藤）本日卒業・16分割総ナメ」、「来たぞ・来たぞ・マッハ」、「たかが1点・されど1点」、「惜しい・女性軍あと1点に涙」、「女性軍・海外旅行獲得に全員大号泣」等が挙げられている。このような半ばネタバレとも取れるタイトルの書き方は、『アップダウンクイズ』（毎日放送、1975年3月末まではテレビ朝日系列の前身のNET系列で放送）や『パネルクイズ アタック25』（朝日放送〈現：朝日放送テレビ〉）でも散見されている。

### 記念回
| 月日           | 記念事             | 男性ゲスト                                                                      | 女性ゲスト                                                                      | 備考 |
| -------------- | ------------------ | ------------------------------------------------------------------------------- | ------------------------------------------------------------------------------- | --- |
| 1979年3月4日   | 第1回              | 志賀勝                                                                          | 佐良直美                                                                        | |
| 1980年3月2日   | 第49回 1周年       |                                                                                 |                                                                                 | |
| 1980年3月9日   | 第50回             |                                                                                 |                                                                                 | |
| 1981年3月1日   | 99回 2周年         |                                                                                 |                                                                                 | |
| 1981年3月8日   | 100回              |                                                                                 |                                                                                 | |
| 1982年3月7日   | 148回 3周年        |                                                                                 |                                                                                 | |
| 1982年3月21日  | 150回              |                                                                                 |                                                                                 | |
| 1983年3月6日   | 196回 4周年        |                                                                                 |                                                                                 | |
| 1983年4月3日   | 200回              |                                                                                 |                                                                                 | 視聴者が解答者として出演（レギュラー解答者の横に座り、8対8で行われた） |
| 1984年3月4日   | 243回 5周年        |                                                                                 |                                                                                 | |
| 1984年4月29日  | 250回              |                                                                                 |                                                                                 | |
| 1985年3月3日   | 290回 6周年        |                                                                                 |                                                                                 | |
| 1985年5月26日  | 300回              |                                                                                 |                                                                                 | |
| 1986年3月2日   | 333回 7周年        |                                                                                 |                                                                                 | |
| 1986年7月20日  | 350回              |                                                                                 |                                                                                 | |
| 1987年3月1日   | 378回 8周年        |                                                                                 |                                                                                 | |
| 1987年7月12日  | 400回              |                                                                                 |                                                                                 | 「400回記念特集 視聴者参加カップル大会」。 「レギュラー解答者と視聴者」の4組ずつのペアを組んでの対抗戦が行われた。 この時のオープニングクイズの顔当ては「渡辺徹と榊原郁恵」（正解者は宮尾すすむ）。 |
| 1988年3月6日   | 431回 9周年        |                                                                                 |                                                                                 | |
| 1988年8月7日   | 450回              |                                                                                 |                                                                                 | |
| 1989年3月5日   | 474回 10周年       |                                                                                 |                                                                                 | |
| 1989年10月15日 | 500回              | 佐藤陽子 中島梓 楠田枝里子 シェリー                                             | 山藤章二 黒澤久雄 おりも政夫 太川陽介                                           | 「500回記念特集 OBカップル大会」。 4組ずつのペアを組んでの対抗戦が行われた。 この時のオープニングクイズの顔当ては「ヴィヴィアン・リー」（正解者は小林千登勢（おっかさん））。 |
| 1990年3月4日   | 517回 11周年       |                                                                                 |                                                                                 | |
| 1990年12月9日  | 550回              |                                                                                 |                                                                                 | |
| 1991年3月3日   | 561回 12周年       |                                                                                 |                                                                                 | |
| 1992年1月26日  | 600回              | 山藤章二                                                                        | 中島梓                                                                          | この回は通常のルールで行われた。 |
| 1992年3月1日   | 605回 13周年       |                                                                                 |                                                                                 | |
| 1993年3月7日   | 646回 14周年       |                                                                                 |                                                                                 | |
| 1993年4月18日  | 650回              |                                                                                 |                                                                                 | |
| 1994年3月6日   | 686回 15周年       |                                                                                 |                                                                                 | |
| 1994年7月10日  | 700回              | 山藤章二、中島梓 柳家小三治、佐藤陽子 黒澤久雄、麻木久仁子 羽賀研二、マッハ文朱 | 山藤章二、中島梓 柳家小三治、佐藤陽子 黒澤久雄、麻木久仁子 羽賀研二、マッハ文朱 | レギュラーチーム対OBチームのカップル大会として対抗戦で通常ルールで行われた。 この時のオープニングクイズの顔当ては、司会の土居が出したシングルレコード「カレンダー」のジャケット写真の顔を当てるものであった（正解者は兵藤ゆき）。 |
| 1994年9月25日  | 第708回 （最終回） | なし                                                                            | なし                                                                            | オープニングタイトル直後、土居はオープニングクイズ前に最終回である事を告げる簡単な挨拶を行った。 最終回では男女ともにゲスト解答者無しで、当時のレギュラー解答者だった4人ずつで対抗戦が行われた。 また、番組放送年数約16年にちなんで、オープニングクイズも含めた全問を16分割問題にした。 因みにオープニングクイズ問題は「村山内閣の大臣」で、最終出題は「視聴者からの問題」（正解者は両方共小林千登勢（おっかさん））。 そして番組の最後には土居直筆の縦表示のテロップで、感謝の念を込め「長い間 ご覧頂きありがとう！感謝！ 土居まさる」とコメントを表示した。 |

### 終焉
長らく安定した人気と視聴率を得ていたが、1986年6月29日の象印のロゴ変更と1987年頃から一部のクロスネット局や他系列局といった遅れネット局が当番組を打ち切る等、人気に陰りが見え始める。打ち切りの背景には、遅れネット局へのスポンサードネットの段階的終了が要因としてある。そのため、遅れネット局でも継続した局ではこの時期に象印一社提供からローカルスポンサーに変更となった局が多かった。さらに、番組末期は視聴率で裏番組（特に1986年10月から1992年3月まで放送されていたTBSの『テレビ探偵団』や番組終了半年前に放送開始した日本テレビの『投稿!特ホウ王国』）に苦戦するようになった。また、プロ野球でシーズン中（3月頃から10月頃）の巨人戦やオールスターゲームといったナイトゲーム中継（日本テレビ・TBS・フジテレビ）にも苦戦していた。そして1994年9月25日をもって15年7カ月の歴史に幕を閉じた。なお、15年7カ月の番組放送期間は、34年9カ月続いた象印1社提供枠の中では最も長かった。
後番組は、土居と同じくフリーアナウンサーで元文化放送アナウンサーの梶原しげると本番組末期の女性レギュラー解答者3枠であった兵藤が司会の『象印ニュースクイズ パンドラタイムス』。後枠も引き続いて象印提供のクイズ番組だったが、半年で打ち切られ、象印一社提供枠は幕を閉じた。なお、その後は2時間枠（『ザ・スーパーサンデー』）となったそれ以降も複数社提供の中に象印は入っていたが、1996年9月に撤退している。
当番組に隣接する2番組（先行の番組だった『旅くらべ決定版』と後続の番組だった『世界とんでも!?ヒストリー』）も当番組と同じ日に終了した。

### 番組終了後
番組終了後、復活版を行うことは1度もなかったが、2009年2月8日放送の『50時間テレビ・あのシーンをもう一度!伝説の高視聴率超大ヒット人気番組ぜ〜んぶ見せます!スペシャル（第2部）』で番組の一部（テクニカルクイズ1問と16分割クイズ1問）が紹介された。
番組のフォーマットがパロディ化された例は少ないが、1986年9月29日改編において本番組のセットや演出を流用した『ANNニュースレーダー』の番組宣伝が作られた（出演者は本番組の司会やレギュラー解答者ではない）。2011年には、同じくテレビ朝日系列で放送されていた『海賊戦隊ゴーカイジャー』の第26話「シュシュッとTHE SPECIAL」にて、敵怪人のサタラクラJr.が司会の『ボキ印クイズ ヒントでピピッと!!』というパロディ番組が放送された。また、これも同じくテレビ朝日系列であり、2015年9月9日放送の『ナニコレ珍百景2時間スペシャル』において『クイズ 珍トで珍ト』というパロディ企画が行われた（埼玉県鳩山町からの「何の食材の実かわかりますか?」という投稿で、正解はコンニャクの実だった）。
2015年5月13日放送分の『くりぃむVS林修!クイズサバイバー2015春』で、クイズの1つとして16分割問題が21年ぶりに復活した。早押し音、正解・不正解のSEはクイズサバイバーのSEを使用しているが、出題のSEは当時のSEを再現している。また、同年10月7日放送分の『くりぃむVS林修!クイズサバイバー2015秋』においても行われ、さらに、12月31日放送分の『くりぃむVS林修!年越し早押し7時間!!クイズサバイバー2015』においても行われた。
2017年12月11日放送分の『クイズプレゼンバラエティー Qさま!!』では、「学力王No.1決定戦」の一環として当番組とのコラボレーション問題を実施した。「学力王」のフォーマットをベースに、当時の番組スタッフの完全協力により、出題画面、テーマ音楽、早押し音・正解音・不正解音・ジャンプアップチャンスの時は4分割のラッキークイズのチャイム・優勝時のチーム勝利のファンファーレのSEなどを再現したほか、放送後期のレギュラーだった薬丸と麻木も解答者として出演。但し、レギュラー放送時には無かった12分割問題があった。前述のとおり「学力王」の一つであるため、出題と正解発表のナレーションを森本レオが担当したほか、一部を除きクイズを出題前に司会の優香がヒントを出していた。2024年2月19日放送のテレビ朝日開局65周年記念学力王No.1決定戦では敗者復活戦で実際に当番組で出題された問題(4分割、8分割、16分割)がそのまま出題された(SEはＱさま!!で使われているものが使われた)。
放送後期のレギュラー解答者だった高田純次が散歩人で出演している『じゅん散歩』（関東ローカル（岩手朝日テレビ同時ネット、一部地域時差ネットあり））の2022年2月23日放送分「若葉台」編において、高田がテレビ朝日若葉台メディアセンター（東京都稲城市にあるテレビ朝日の施設）を訪れ、同センターのアーカイブ室を見学し、本番組最終回（1994年9月25日放送）の映像を特別に視聴した。

## スタッフ
- 構成：団悠士、大倉利晴、福岡秀広、大上和博、松井尚、植木幹雄
- 問題作成：オフィス・トゥー・ワン、THE・TEN、テレビット、Uncle、企画集団Q、UFO'S、CAMEYO、ペンギングループ、ライターズオフィス 、ペンハウス　ほか
- イラスト：鳥居しげよし
- 音楽：前田憲男
- ディレクター：山下達也、山口是利、中村元一、平岡敏史、植村真司、佐藤佳則
- プロデューサー：塚本康二、中江尭政、市川忠信、蒲生直人、佐藤彰
- 制作著作：テレビ朝日

## ネット局
| 放送対象地域   | 放送局           | 系列                          | ネット形態             | 備考 |
| -------------- | ---------------- | ----------------------------- | ---------------------- | --- |
| 関東広域圏     | テレビ朝日       | テレビ朝日系列                | 製作局                 | |
| 北海道         | 北海道テレビ     | テレビ朝日系列                | 同時ネット             | |
| 青森県         | 青森放送         | 日本テレビ系列 テレビ朝日系列 | 遅れネット             | 1979年3月11日 - 1991年9月30日 まで |
| 青森県         | 青森朝日放送     | テレビ朝日系列                | 同時ネット             | 開局直後の1991年10月20日 から |
| 岩手県         | 岩手放送         | TBS系列                       | 遅れネット             | 現・IBC岩手放送 1987年9月27日をもって打ち切り、IBCでは日曜17時（放送末期）から放送。 |
| 宮城県         | 東日本放送       | テレビ朝日系列                | 同時ネット             | |
| 秋田県         | 秋田放送         | 日本テレビ系列                | 遅れネット             | 1988年9月に打ち切り |
| 秋田県         | 秋田朝日放送     | テレビ朝日系列                | 同時ネット             | 1992年10月の開局時から放送 |
| 山形県         | 山形放送         | 日本テレビ系列 テレビ朝日系列 | 遅れネット →同時ネット | 1981年4月5日同時ネット開始 1993年3月まで放送 1980年3月までは日本テレビ系単独加盟局 |
| 山形県         | 山形テレビ       | テレビ朝日系列                | 同時ネット             | 1993年4月のFNSからANNへのネットチェンジから |
| 福島県         | 福島中央テレビ   | 日本テレビ系列 テレビ朝日系列 | 遅れネット             | 1981年9月まで放送 |
| 福島県         | 福島放送         | テレビ朝日系列                | 同時ネット             | 1981年10月の開局時から放送 |
| 山梨県         | 山梨放送         | 日本テレビ系列                | 遅れネット             | 1984年4月から1988年2月まで日曜 12:00 - 12:30 に放送 |
| 新潟県         | 新潟総合テレビ   | フジテレビ系列 テレビ朝日系列 | 同時ネット →遅れネット | 現・NST新潟総合テレビ 1979年9月までは同時ネット 1979年10月から1983年9月までは遅れネット(月曜19:00-19:30→水曜19:00-19:30に放送) 1981年3月までは日本テレビ系列とのトリプルネット局                 |
| 新潟県         | 新潟テレビ21     | テレビ朝日系列                | 同時ネット             | 1983年10月の開局時から放送 |
| 長野県         | 信越放送         | TBS系列                       | 遅れネット             | テレビ信州の開局後も同局へは移行されなかった。 1987年10月4日に打ち切り |
| 長野県         | 長野朝日放送     | テレビ朝日系列                | 同時ネット             | 1991年4月の開局時から放送 |
| 静岡県         | 静岡朝日テレビ   | テレビ朝日系列                | 同時ネット             | 1979年7月から放送 1979年3月から6月までは未放送。 |
| 富山県         | 北日本放送       | 日本テレビ系列                | 遅れネット             | 日曜 12:00 - 12:30 に放送 |
| 石川県         | 北陸放送         | TBS系列                       | 遅れネット             | 1982年3月28日までは日曜 15:00 - 15:30、同年4月4日から9月26日までは日曜 18:25 - 18:55 同年10月3日以降は日曜 14:30 - 15:00 1987年時点では日曜 10:30 - 11:00 にそれぞれ放送 1987年9月27日に打ち切り |
| 石川県         | 北陸朝日放送     | テレビ朝日系列                | 同時ネット             | 1991年10月の開局時から放送 |
| 福井県         | 福井放送         | 日本テレビ系列                | 遅れネット             | 日曜 12:00 - 12:30 に放送 1988年3月27日に打ち切り。 |
| 中京広域圏     | 名古屋テレビ     | テレビ朝日系列                | 同時ネット             | |
| 近畿広域圏     | 朝日放送         | テレビ朝日系列                | 同時ネット             | 現:朝日放送テレビ |
| 鳥取県・島根県 | 日本海テレビ     | 日本テレビ系列                | 遅れネット             | |
| 広島県         | 広島ホームテレビ | テレビ朝日系列                | 同時ネット             | |
| 山口県         | 山口放送         | 日本テレビ系列 テレビ朝日系列 | 遅れネット             | 1980年4月から1988年3月まで日曜 12:00 - 12:30 に放送 |
| 山口県         | 山口朝日放送     | テレビ朝日系列                | 同時ネット             | 1993年10月の開局時から放送 |
| 徳島県         | 四国放送         | 日本テレビ系列                | 遅れネット             | 日曜 12:00 - 12:30 に放送、1988年3月27日に打ち切り |
| 香川県・岡山県 | 瀬戸内海放送     | テレビ朝日系列                | 同時ネット             | |
| 愛媛県         | 南海放送         | 日本テレビ系列                | 遅れネット             | 日曜 12:00 - 12:30 に放送 1980年4月から1987年9月まで |
| 高知県         | 高知放送         | 日本テレビ系列                | 遅れネット             | 日曜 12:00 - 12:30 に放送 |
| 福岡県         | 九州朝日放送     | テレビ朝日系列                | 同時ネット             | |
| 長崎県         | 長崎放送         | TBS系列                       | 遅れネット             | 1990年3月まで放送 |
| 長崎県         | 長崎文化放送     | テレビ朝日系列                | 同時ネット             | 1990年4月の開局時から放送 |
| 熊本県         | 熊本放送         | TBS系列                       | 遅れネット             | 日曜 10:00 - 10:30 に放送 1989年9月まで放送 |
| 熊本県         | 熊本朝日放送     | テレビ朝日系列                | 同時ネット             | 1989年10月の開局時から放送 |
| 大分県         | 大分放送         | TBS系列                       | 遅れネット             | 日曜 17:00 - 17:30 に放送 1984年4月から1987年頃まで |
| 大分県         | 大分朝日放送     | テレビ朝日系列                | 同時ネット             | 1993年10月の開局時から放送 |
| 宮崎県         | 宮崎放送         | TBS系列                       | 遅れネット             | [ 63 ] |
| 鹿児島県       | 南日本放送       | TBS系列                       | 遅れネット             | 1982年9月まで放送 |
| 鹿児島県       | 鹿児島放送       | テレビ朝日系列                | 同時ネット             | 1982年10月の開局時から放送 |
| 沖縄県         | 琉球放送         | TBS系列                       | 遅れネット             | 1987年9月に打ち切り |